# Antonio Beltrán Martínez
Antonio Beltrán Martínez (Sariñena, Província de Huesca, 1916 - Saragoça, 29 de Abril de 2006), professor e cronista oficial da cidade de Saragoça de 1998 até ao seu falecimento, foi Catedrático de Pré-História da Universidade de Saragoça. Entre outros reconhecimentos, foi Medalha das Cortes de Aragão e Filho Predileto e Medalha de Ouro de Saragoça.

## Biografia
Durante a sua carreira profissional ocupou numerosos cargos e colaborou com importantes instituições regionais, nacionais e internacionais, pertencendo ao Conselho Permanente e do Comitê Executivo da UNESCO, onde foi também assessor na arte rupestre.
Dirigiu diversas revistas e publicações, além de ser autor de ao redor de quinhentos livros e artigos. No terreno da arqueologia, dirigiu importantes escavações, bem como trabalhos em cavernas com arte rupestre.
O âmbito geográfico destes trabalhos foi tanto Aragão, o Levante espanhol, e o sul da França. Os campos de pesquisa essenciais do professor foram os da Arte Rupestre Pré-histórica, Numismática antiga, Epigrafia ibérica e Aragão em geral.